# Насутув
Насутув (пол. Nasutów) — село в Польщі, у гміні Нємце Люблінського повіту Люблінського воєводства.
Населення — 1349 осіб (2011).

## Демографія
Демографічна структура станом на 31 березня 2011 року:
|          | Загалом | Допрацездатний вік | Працездатний вік | Постпрацездатний вік |
| -------- | ------- | ------------------ | ---------------- | -------------------- |
| Чоловіки | 671     | 162                | 436              | 73                   |
| Жінки    | 678     | 156                | 390              | 132                  |
| Разом    | 1349    | 318                | 826              | 205                  |